# 巴罗萨德语
巴罗萨德语（德語：Barossadeutsch）是德语的一种方言，曾流行于南澳大利亚州巴罗萨谷一带。虽然一些南澳大利亚英语的单词源于巴罗萨德语，但这门方言现已濒临灭绝。
第一波德国移民1838年来到澳大利亚。1840年代，当来自普鲁士的德国路德教教徒定居在巴罗萨谷时，德语才开始在该地区被使用。巴罗萨德语同时使用德语和英语的单词，但是比美国的宾夕法尼亚德语更接近高地德语。
在第一次世界大战期间，德语在澳大利亚的使用曾被澳大利亚政府镇压。许多由德语命名的澳大利亚地名被更改。并且，从1914年至1925年，来自德国的移民被官方禁止。也许这些政策便成为了巴罗萨德语即将消亡的重要因素。